# The Siren's Reign
The Siren's Reign (o The Reign of the Siren) è un cortometraggio muto del 1915 diretto da Robert G. Vignola.

## Trama
Un bravo giovane sposa una donna senza morale e alcolizzata, una sirena che lo rovina moralmente e finanziariamente.

## Produzione
Il film fu prodotto dalla Kalem Company.

## Distribuzione
Distribuito dalla General Film Company, il film - un cortometraggio in tre bobine - uscì nelle sale cinematografiche USA il 2 aprile 1915.